# Серафина-Корреа
Серафина-Корреа (порт. Serafina Corrêa) — муниципалитет в Бразилии, входит в штат Риу-Гранди-ду-Сул. Составная часть мезорегиона Северо-восток штата Риу-Гранди-ду-Сул. Входит в экономико-статистический микрорегион Гуапоре. Население составляет 12 694 человека на 2006 год. Занимает площадь 163,287 км². Плотность населения — 77,7 чел./км².
Праздник города — 25 июля.

## История
Город основан 22 июля 1960 года.

## Статистика
- Валовой внутренний продукт на 2003 составляет 252 154 973,00 реалов (данные: Бразильский институт географии и статистики).
- Валовой внутренний продукт на душу населения на 2003 составляет 21 244,84 реалов (данные: Бразильский институт географии и статистики).
- Индекс развития человеческого потенциала на 2000 составляет 0,832 (данные: Программа развития ООН).

## География
Климат местности: субтропический. В соответствии с классификацией Кёппена, климат относится к категории Cfa.